# Liturgie

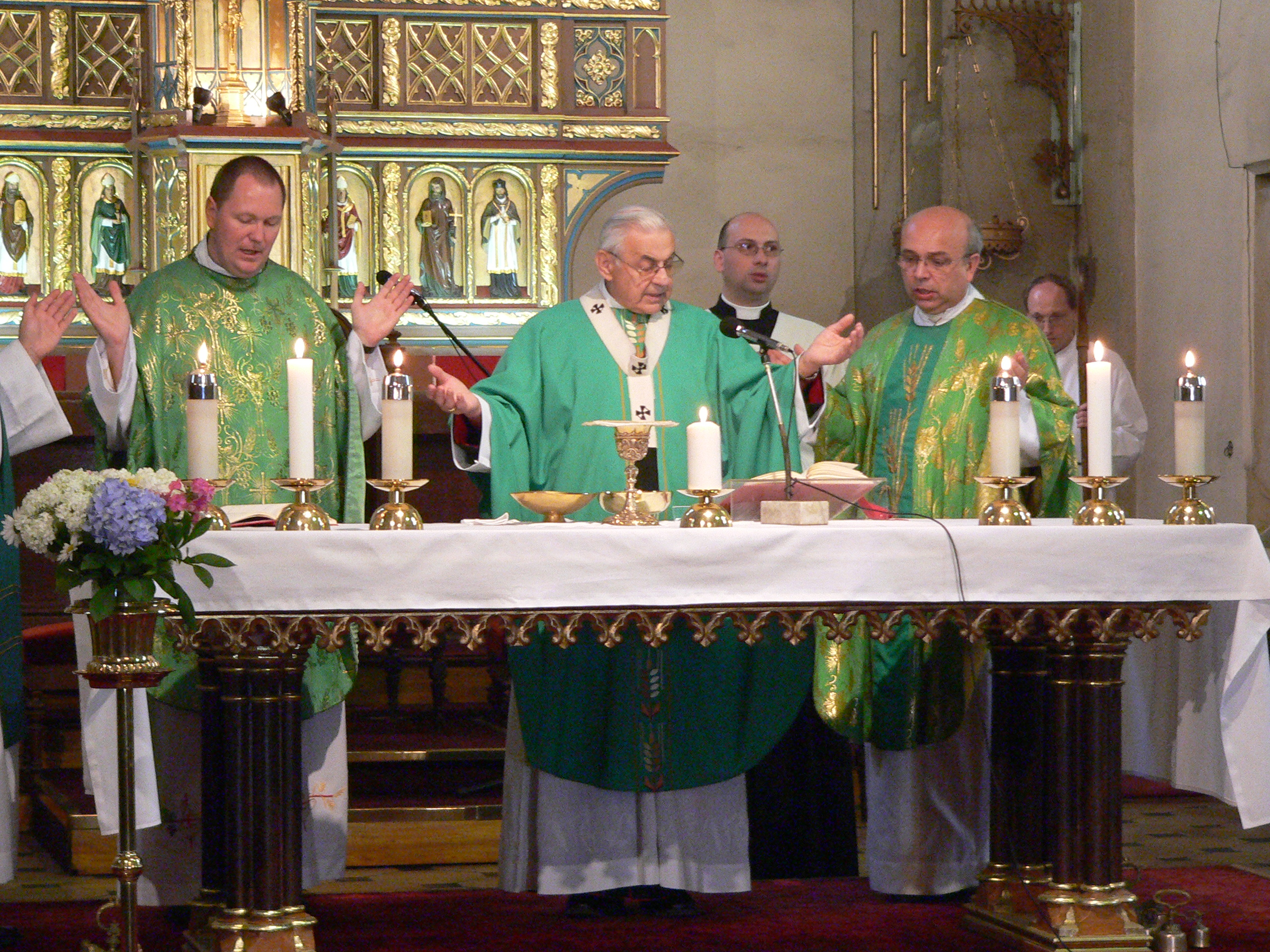
Římskokatolická mše (forma ordinaria, versus populum)

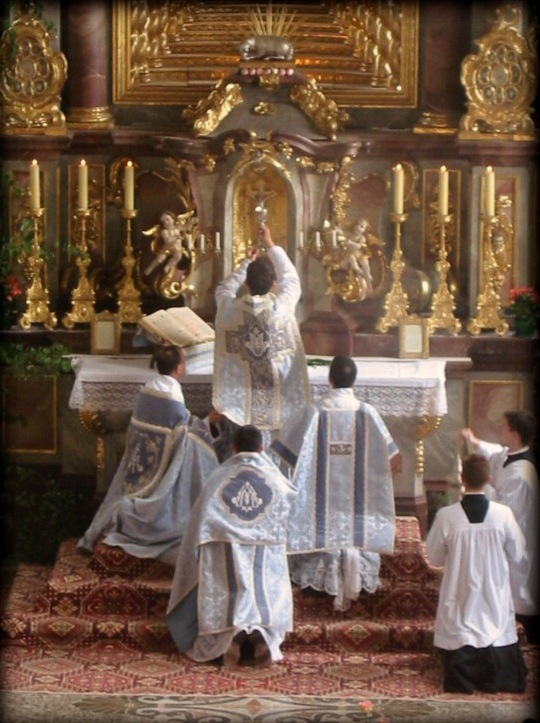
Římskokatolická mše (forma extraordinaria, ad orientem)

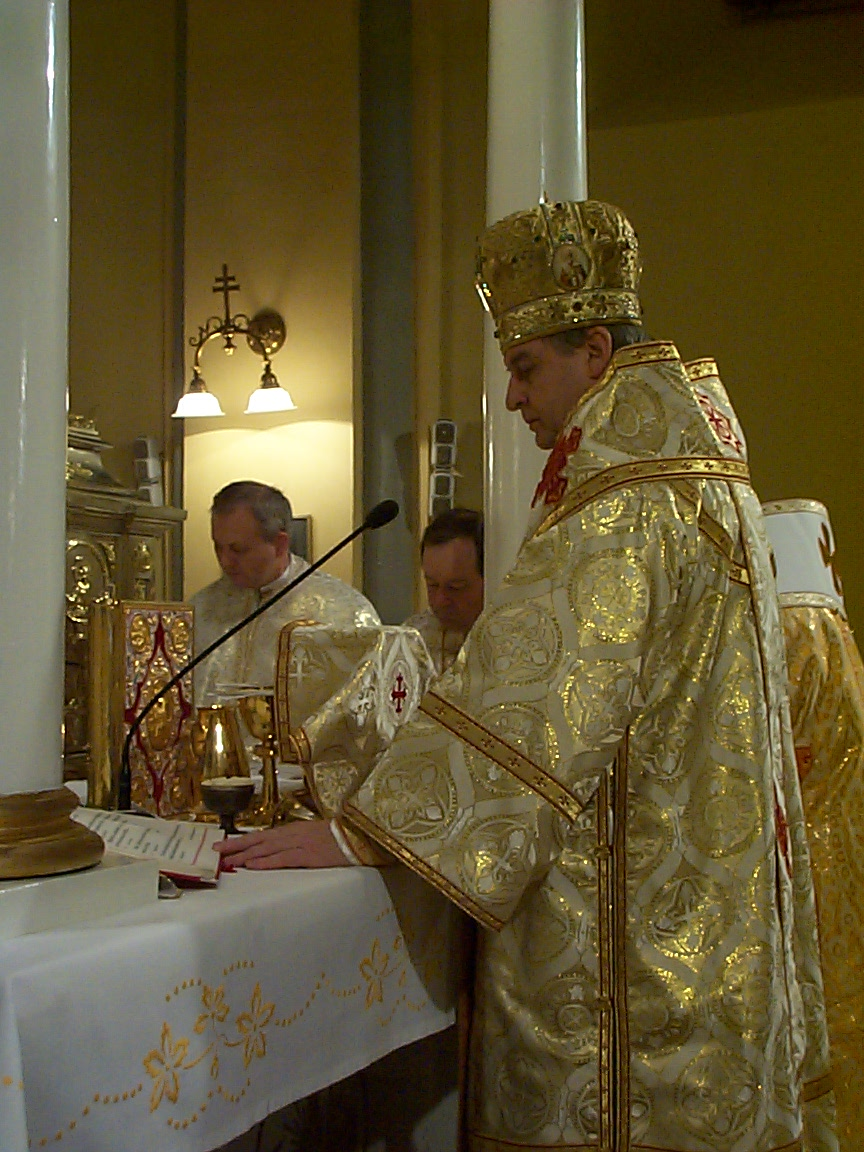
Řeckokatolická liturgie (Byzantská, sloužena ad orientem)

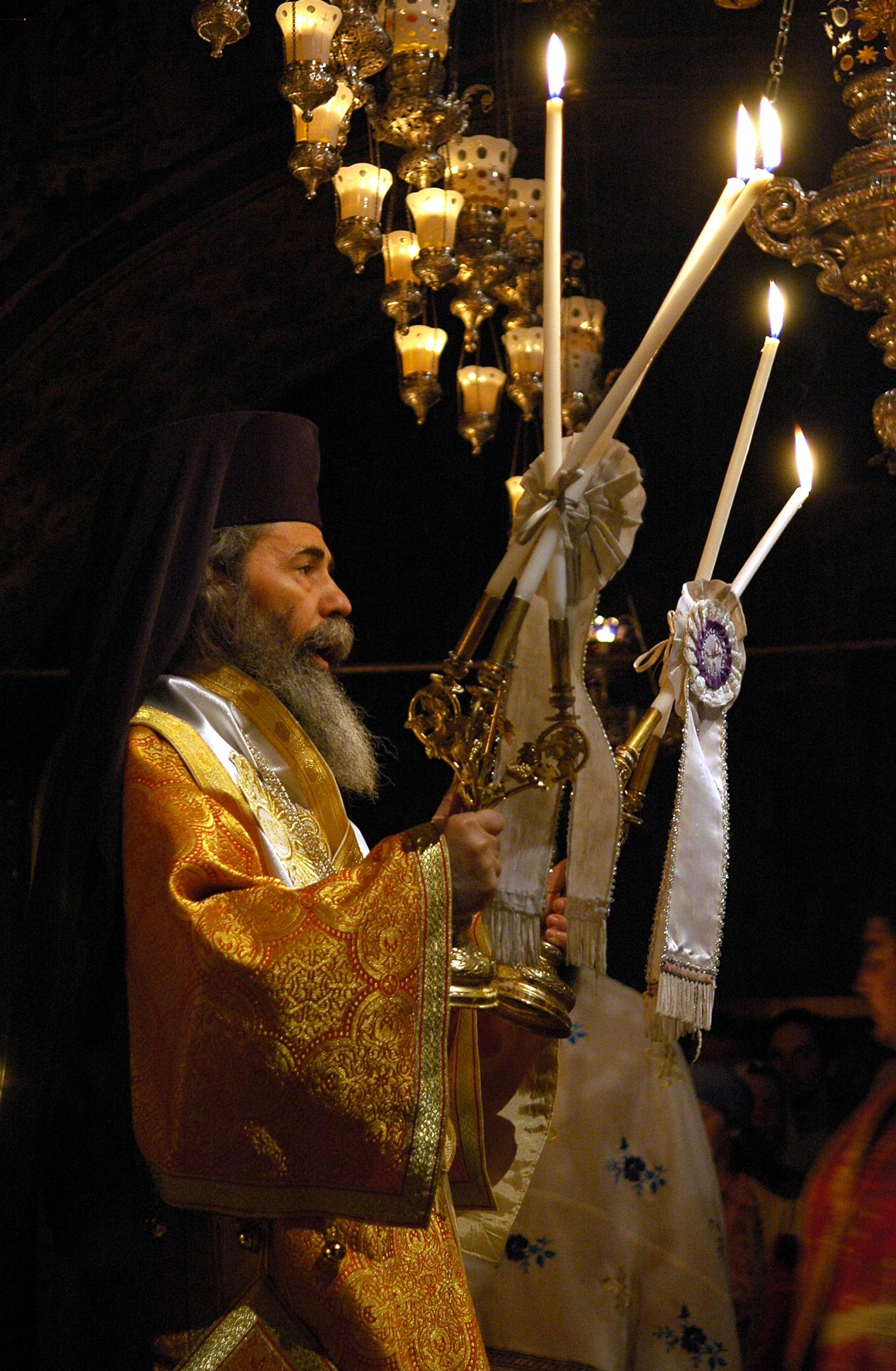
Patriarcha Theofilos III. žehná dikirionem a trikirionem při pravoslavné biskupské liturgii

Liturgie (z řec. λειτουργία veřejná služba, z λειτος veřejný a εργον dílo, práce) znamená dnes bohoslužbu, veřejné shromáždění podle tradice a pravidel toho kterého náboženství či církve. Pravidlům pro bohoslužbu se říká ritus nebo také rituál, soustavnému studiu liturgie se věnuje odvětví teologie s názvem liturgika.

## Původ
V antickém Řecku znamenala liturgie břemeno či službu v zájmu celé obce, která se ukládala zejména bohatým občanům. Mohlo se jednat například o vystrojení veřejného svátku či oslavy nebo v Athénách o postavení a vyzbrojení válečné lodi, a to na vlastní náklady. Liturgie tak do jisté míry nahrazovala placení daní, nebyla však pravidelná. Později se pojem používal i pro jakýkoli neplacený úřad a veřejnou službu.

## Křesťanská liturgie
Ve smyslu veřejné služby převzaly pojem už starověké křesťanské církve a postupně si budovaly i odpovídající ritus, to jest pravidla o místě a čase konání, o osobách, které mohou nebo mají liturgii vykonávat a které se jí mohou nebo mají účastnit, o potřebném oblečení (rouchu), náčiní a vybavení, o postupu bohoslužby, o textech, zpěvu, hudbě a podobně. Tato pravidla vznikala postupně, jak se obsah bohoslužby stával bohatším a složitějším, jak se do ní zařazovaly další a další prvky. Už ve starověku se hlavní typy křesťanské liturgie a jejich hlavní složky a obsahy na Východě i na Západě poměrně ustálily a postupně také sjednocovaly, v důsledku rozdělení říše a později velkého schizmatu (1054) se však východní a západní liturgie ustálily v dosti odlišné podobě. Také jazykový úzus je mírně odlišný: zatímco na západě se liturgií obvykle rozumí především obecná pravidla a způsob, pravoslavné církve nazývají „liturgie“ i každé jednotlivé shromáždění (bohoslužbu).
Některé křesťanské církve mají liturgii bohatší a složitější (například pravoslavné církve, římskokatolická a anglikánská církev), kdežto jiné, zejména reformované církve velmi jednoduchou (např. kvakeři), nicméně nějaká více méně pravidelná shromáždění s typizovaným průběhem a obsahem se vyskytují ve všech křesťanských církvích i v judaismu. Vyskytují se i v jiných náboženských společenstvích, v islámu a pod., ale z historických důvodů se zde obvykle o liturgii nemluví.
Křesťanská liturgická shromáždění se dělí do dvou hlavních skupin:
- Bohoslužba slova, obsahující jen modlitby, zpěvy a čtení; sem patří i
  - Denní modlitba církve neboli liturgie hodin, tj. společná modlitba breviáře.
- Eucharistická bohoslužba, v západní liturgii mše, ve východní božská liturgie, zahrnující také eucharistickou oběť a hostinu.

Eucharistickou bohoslužbu, mši nebo Večeři Páně může sloužit jen zvlášť pověřená duchovní osoba. Jisté rozdíly v liturgii vznikly na západě už v reformaci, kdy se katolická liturgie definitivně sjednotila, kdežto v protestantských církvích se většinou zjednodušila. Další rozlišení vzniklo reformami Druhého vatikánského koncilu, které anglikánské a luterské církve nepřijaly. V pravoslavných církvích se nejčastěji slouží Liturgie sv. Jana Zlatoústého, nejobvyklejší bohoslužba byzantského ritu.
Pro drobné útvary jako modlitba před jídlem v rámci rodiny se pojem liturgie obvykle nepoužívá.

## Židovská liturgie
V septuagintním překladu Pěti knih Mojžíšových se řecký výraz leitúrgia (λειτουργία) používá výhradně pro překlad hebrejského slova avoda (עֲבוֹדָה‎, doslova „práce“), jehož je užito ve smyslu služby, kterou vykonávali levité při příbytku svědectví, především pak při jeho rozkládání, přenášení, stavění a údržbě, a také ve smyslu obřadních a obětních úkonů, jež v tomto stanu vykonávali kněží. Později, kdy funkci příbytku svědectví nahradil jeruzalémský chrám, byla upravena i služba levitů, z nichž někteří byli pověřeni zpěvem žalmů a hrou na hudební nástroje. Po odvlečení židovských elit do babylonského zajetí a zboření prvního Chrámu se začala formovat instituce synagóg, jež začaly v židovském náboženském životě hrát čím dál významnější roli. V nich se postupně vyvíjela liturgie do podoby seder tfilot (hebrejsky: סדר תפלות‎, „pořadí modliteb“) včetně kri'at ha-Tora (hebrejsky: קריאת התורה‎, „čtení z Tóry“), tak jak je známá v současném judaismu a zachycena v používaných sidurech a machzorech.